# بيلاتاسبت
(بيلاتاسبت)، وهو دواء يباع تحت اسم العلامة التجارية نولوجيكس، ويستخدم يستخدم لمنع رفض الجسم للكلية بعد عملية زراعة الكلى.  يستخدم مع الكورتيكوستيرويدات وحمض ميكوفينوليك.  لا يوصى باستخدامه في المملكة المتحدة بشكل عام.  ويتم إعطائه عن طريق الحقن في الوريد. 
وتشمل الآثار الجانبية الشائعة انخفاض عدد خلايا الدم الحمراء والإسهال والتهابات في مجرى المسالك البولية والتورم والإمساك والحمى والسعال والغثيان وارتفاع البوتاسيوم أو انخفاضه. قد تشمل الآثار الجانبية الأخرى العدوى والسرطان والاضطرابات الليمفاوية بعد زارعة الكلية.  هذا الدواء هو بروتين معاد تركيبه (مصنًّع) يعمل على منع تنشيط خلايا T (وهي نوع من خلايا جهاز المناعة). 
تمت الموافقة على دواء بيلاتاسبت للاستخدام الطبي في الولايات المتحدة وأوروبا في عام 2011. وفي المملكة المتحدة، تبلغ تكلفة جرعة 250 ملغ منه حوالي 355 جنيه إسترليني اعتبارًا من عام 2021. تبلغ تكلفة نفس الكمية في الولايات المتحدة حوالي 930 دولار أمريكي. 

## References
1. 1 2 3  "DailyMed - NULOJIX- belatacept injection, powder, lyophilized, for solution". dailymed.nlm.nih.gov. مؤرشف من الأصل في 2021-03-25. اطلع عليه بتاريخ 2022-01-08.
2. 1 2 3  "Nulojix". مؤرشف من الأصل في 2021-06-22. اطلع عليه بتاريخ 2022-01-08.
3. 1 2  BNF 81: March-September 2021. BMJ Group and the Pharmaceutical Press. 2021. ص. 893. ISBN:978-0857114105.
4. 1 2  "Belatacept Monograph for Professionals". Drugs.com (بالإنجليزية). Archived from the original on 2020-11-24. Retrieved 2022-01-08.
5. ↑  "Belatacept Prices, Coupons & Savings Tips - GoodRx". GoodRx. اطلع عليه بتاريخ 2022-01-08.